# Daniel Klugkist

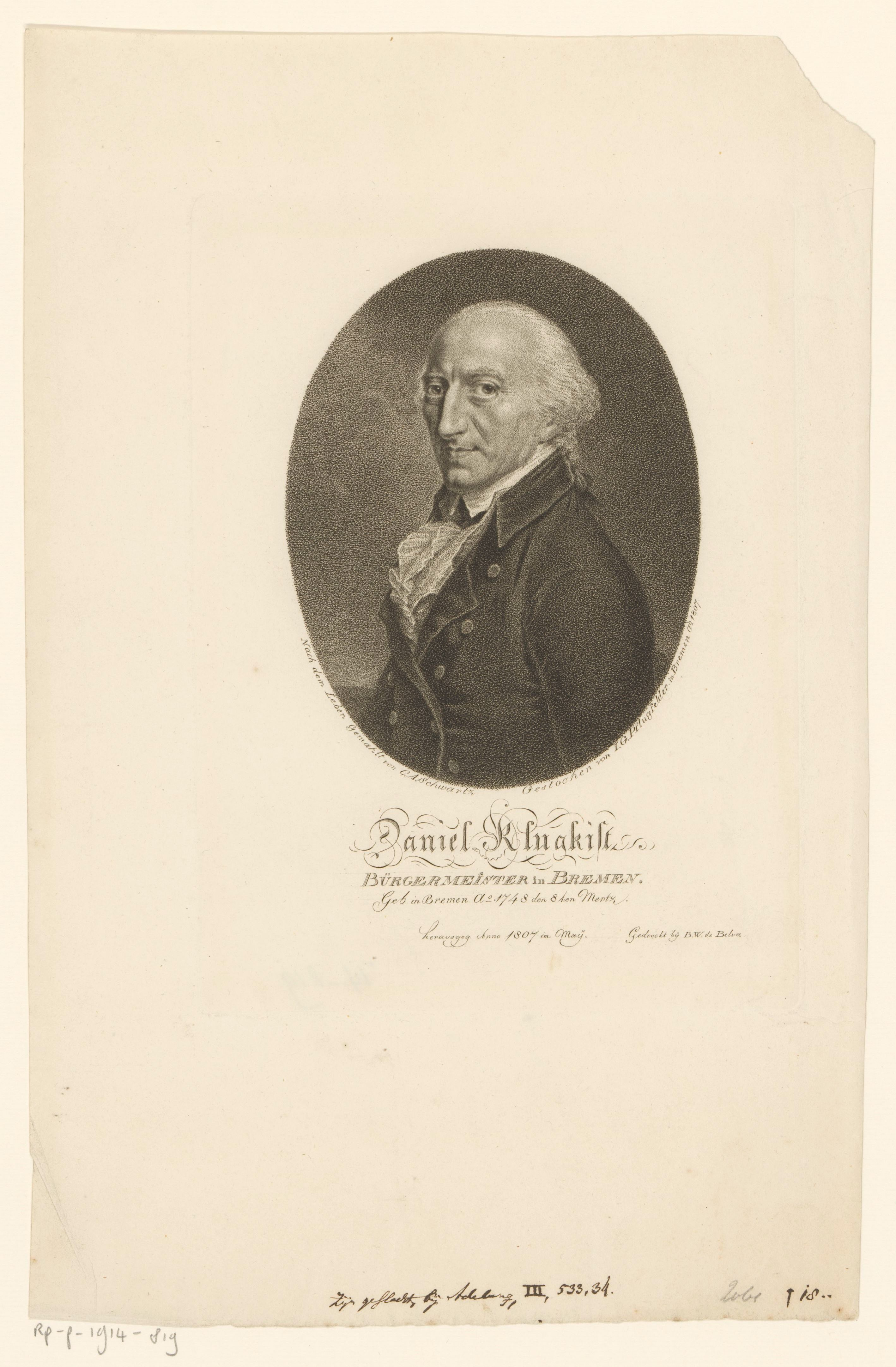
Porträt von Daniel Klugkist als Bremer Bürgermeister

Daniel Klugkist (* 8. März 1748 in Bremen; † 20. September 1814 ebenda) war ein Jurist sowie Bremer Ratsherr und Bremer Bürgermeister.

## Biografie
Klugkist war der Sohn des Bürgermeisters Hieronymus Klugkist (1711–1773) und der Sophie Helena von Büren (* 1719). Er war verheiratet mit der Kaufmannstochter Johanne Nonnen und in zweiter Ehe mit Elisabeth Wichelhausen. Senator Hieronymus Klugkist (1778–1851) ist einer der drei Söhne aus der zweiten Ehe.
Er absolvierte das Paedagogium und ab 1763 das Gymnasium Illustre in Bremen. Nach dem Abitur studierte er ab 1768 Rechtswissenschaften an der Universität Marburg und wurde 1771 zum Dr. iur. promoviert.
1775 wurde er Bremer Ratsherr im Bremer Rat. Vom 28. Mai 1802 bis zum 17. Juni 1814 war er als Nachfolger von Justin Friedrich Wilhelm Iken Bremer Bürgermeister. In der dazwischen liegenden Bremer Franzosenzeit war er vom 1. Januar bis zum 1. Juli 1811 Provisorischer Bürgermeister (franz.: Maire). Ihm folgte 1811 Wilhelm Ernst Wichelhausen als Maire und 1814 Georg Gröning als Bürgermeister.
Klugkist ist in Marburg in die Freimaurerloge Zu den drey Löwen aufgenommen worden und war später Mitglied der Loge Zum silbernen Schlüssel in Bremen.
Das Landhaus Klugkist, heute das Borgward-Haus in Bremen-Horn-Lehe, Horner Heerstraße 11 entstand als Landgut bereits 1750 durch Bürgermeister Hieronymus Klugkist, der es an seinen Sohn Daniel Klugkist vererbte.
Ehrungen
Die Klugkiststraße in Bremen-Schwachhausen wurde nach der Familie benannt.